# Dimitri Pavadé
Dimitri Pavadé (Le Port, 14 agosto 1989) è un atleta paralimpico francese, specializzato nei salti in estensione e nella velocità nelle categorie T64 e F64. Ha rappresentato la delegazione francese ai Giochi paralimpici estivi di Tokyo 2020, vincendo la medaglia d'argento nel salto in lungo T64.

## Biografia
Originario dell'isola di Reunion, dipartimento e regione d'oltremare, si è trasferito a Tolosa nella Francia continentale nel 2013. Dopo aver conseguito un certificato di idoneità professionale, ha iniziato a lavorare come tecnico ortopedico e protesico a Tolosa.
All'età di 18 anni mentre stava lavorando al porto di Reunion, un carrello elevatore del peso di 18 tonnellate, gli si è ribaltato sulla gamba destra: l'incidente sul lavoro ha comportato l'amputazione dell'arto.
Ha fatto parte della delegazione francese ai Giochi paralimpici estivi di Tokyo 2020, dove ha vinto la medaglia d'argento nel salto in lungo T64, terminando alle spalle del tedesco Markus Rehm.

## Palmarès
| Anno | Manifestazione           | Sede      | Evento             | Risultato | Prestazione | Note |
| ---- | ------------------------ | --------- | ------------------ | --------- | ----------- | ---- |
| 2017 | Giochi della Francofonia | Abidjan   | 200 m T64          | Oro       | 24"48       |      |
| 2017 | Giochi della Francofonia | Abidjan   | Salto in lungo T64 | Oro       | 6,35 m      |      |
| 2018 | Europei paralimpici      | Berlino   | 100 m T64          | 4º        | 12"43       |      |
| 2018 | Europei paralimpici      | Berlino   | 200 m T64          | 5º        | 24"50       |      |
| 2018 | Europei paralimpici      | Berlino   | Salto in lungo T64 | 5º        | 6,08 m      |      |
| 2019 | Mondiali paralimpici     | Dubai     | Salto in lungo T46 | Argento   | 7,25 m      |      |
| 2021 | Europei paralimpici      | Bydgoszcz | Salto in lungo T64 | Argento   | 6,98 m      |      |
| 2021 | Europei paralimpici      | Bydgoszcz | 4x100 m universale | Bronzo    | 50"44       |      |
| 2021 | Giochi paralimpici       | Tokyo     | Salto in lungo T46 | Argento   | 7,39 m      |      |